# 小行星9895
小行星9895（英語：9895）是一颗围绕太阳公转的小行星。1996年1月27日，小林隆男在大泉天文台发现了此天体。
这颗小行星的绝对星等为337.2489984250038等。